# اریش رومر
اریش رومر (انگلیسی: Erich Römer؛ ۲ ژوئن ۱۸۹۴ – ۲۶ مارس ۱۹۸۷) بازیکن هاکی روی یخ اهل آلمان بود.